# Xã Bruner, Quận Christian, Missouri
Xã Bruner (tiếng Anh: Bruner Township) là một xã thuộc quận Christian, tiểu bang Missouri, Hoa Kỳ. Năm 2010, dân số của xã này là 948 người.